# Diplazium inaequilaterum
Diplazium inaequilaterum là một loài dương xỉ trong họ Athyriaceae. Loài này được Liebm. mô tả khoa học đầu tiên năm 1849.
Danh pháp khoa học của loài này chưa được làm sáng tỏ. 